# Seabrook Island
Seabrook Island è un comune degli Stati Uniti d'America, situato in Carolina del Sud, nella Contea di Charleston.